# Gambia címere

Gambia címere

Gambia címere egy fehér és zöld szegélyű világoskék pajzs, amelyen egy fejszét és egy kapát ábrázoltak, a mezőgazdaság fontosságát jelezve. A pajzsot oldalról két barna oroszlán tartja. A pajzs felett egy sisak, egy sisakdísz és egy pálma látható. A pajzs alatt fehér szalagon az ország mottója olvasható: „Progress, Peace, Prosperity” (Fejlődés, béke, jólét). A címert 1965, a függetlenség kikiáltása óta használják.